# Đakovo
Za naselje v Srbiji glej Đakovo, Kraljevo.
Đakovo je mesto z okoli 17.000 prebivalci (2021; 2001 še 21.000) na Hrvaškem, ki upravno spada v Osiješko-baranjsko županijo. Znano je zlasti kot cerkveno središče, saj je bil sedež združene sremsko-bosenske rimskokatoliške škofije že od leta 1773 in ki je od sredine 19. stoletja spadala pod zagrebško metropolijo ter se 1963 preimenovala v Đakovsko-bosensko-sremsko škofijo. Ta je bila leta 2008 preoblikovana oziroma razdružena, saj se je sremska škofija spet osamosvojila s sedežem v Sremski Mitrovici, medtem ko je bila Đakovska škofija povišana v Đakovsko-Osiješko nadškofijo in metropolijo z dvema sufraganoma: sremsko škofijo v mejah Srbije ter po novem tudi zahodnoslavonsko Požeško škofijo (izločeno iz Zagrebške nadškofije l. 1997).
V Đakovu je tudi Katoliška teološka fakulteta, ki spada pod Univerzo v Osijeku (hrv. Katolički bogoslovni fakultet u Đakovu - Sveučilište Josipa Jurja Strossmayera u Osijeku)
Najznamenitejši đakovski škof je bil v letih 1849 do 1905 Josip Juraj Strossmayer, ki je dal postaviti današnjo Đakovska katedralo, glavno kulturno znamenitost mesta in v kateri je tudi pokopan.

## Demografija
|  | 3078 | 4085 | 4442 | 5159 | 6375 | 7344 | 7716 | 8526 | 9522 | 10225 | 12744 | 15987 | 18105 | 20317 | 20912 | 19491 | 16875 |
|  | 1857 | 1869 | 1880 | 1890 | 1900 | 1910 | 1921 | 1931 | 1948 | 1953  | 1961  | 1971  | 1981  | 1991  | 2001  | 2011  | 2021  |